# Psalidodon chico
Psalidodon chico es una especie de pez de la familia Characidae en el orden de los Characiformes.

## Hábitat
Vive en zonas de clima subtropical.

## Distribución geográfica
Se encuentran en Sudamérica: cuenca del río San Francisco en  Argentina.